# Ventes Fences
Les ventes Fences sont des ventes aux enchères de chevaux de sport (principalement de race Selle français) en France, supervisées par l'agence du même nom. Une sélection s'opère avec une tournée de professionnels du sport équestre et de l'élevage sur plusieurs semaines avant de choisir un cheval et de le proposer à la vente, l’événement ayant vocation à être la « vitrine de l’élevage du Selle Français ». L'agence a fêté ses 25 ans en 2014.
Les ventes Fences ont permis la vente d'un certain nombre de champions internationaux, dont Myrtille Paulois, Quickly de Kreisker et Itot du Château. Les chevaux vendus lors des ventes Fences sont sélectionnées sur leurs origines prestigieuses et sur leurs qualités de sauteurs. Très souvent, les chevaux créent la surprise sur les terrains de sport et ce ne sont pas forcément les chevaux vendus les plus chers qui performent le mieux. Par exemple, en 2010, la jument Tess de Jalesnes vendue seulement 26 000 euros participera à des épreuves 1,60 m, soit le plus haut niveau de saut d'obstacle. 